# 4441 Toshie
4441 Toshie је астероид главног астероидног појаса чија средња удаљеност од Сунца износи 2,957 астрономских јединица (АЈ).
Апсолутна магнитуда астероида је 13,6.